# Varanus varius
Il varano vario (Varanus varius Shaw, 1790) è una specie australiana della famiglia dei Varanidi. Appartiene al sottogenere Varanus.

## Descrizione
Il varano vario presenta due distinte forme cromatiche. Quella principale è di colore variabile dal grigio scuro al nero-azzurrognolo uniforme, con numerose macchie sparse color crema. Il muso è marcato da fasce nere e gialle che si estendono fin sotto il mento e il collo. La coda presenta sottili strisce nere e crema che si fanno più larghe verso l'estremità.
L'altra forma cromatica, detta «varano di Bell», è diffusa nelle regioni più aride del Nuovo Galles del Sud e del Queensland. Si caratterizza per avere il corpo e la coda ricoperti da larghe fasce nere e gialle. Se osservate da vicino si nota che queste fasce sono costituite da tutta una serie di macchioline.
Dopo il varano gigante, quello vario è il secondo varano più grande dell'Australia: può raggiungere i 210 cm di lunghezza, dei quali solo 76,5 spettanti a testa e corpo. La coda è lunga e sottile e misura circa 1,5 volte la lunghezza del corpo. Alcuni esemplari particolarmente grandi possono pesare fino a 20 kg, ma la maggior parte degli esemplari è più piccola.

## Distribuzione e habitat
Questo varano, di abitudini sia terricole che arboricole, è diffuso in Australia orientale, da Capo Bedford, nella penisola di Capo York, alle regioni sud-orientali dell'Australia Meridionale. Si incontra sia in foreste aperte che in quelle fitte e si sposta per grandi distanze alla ricerca di cibo (fino a 3 km al giorno).

## Biologia

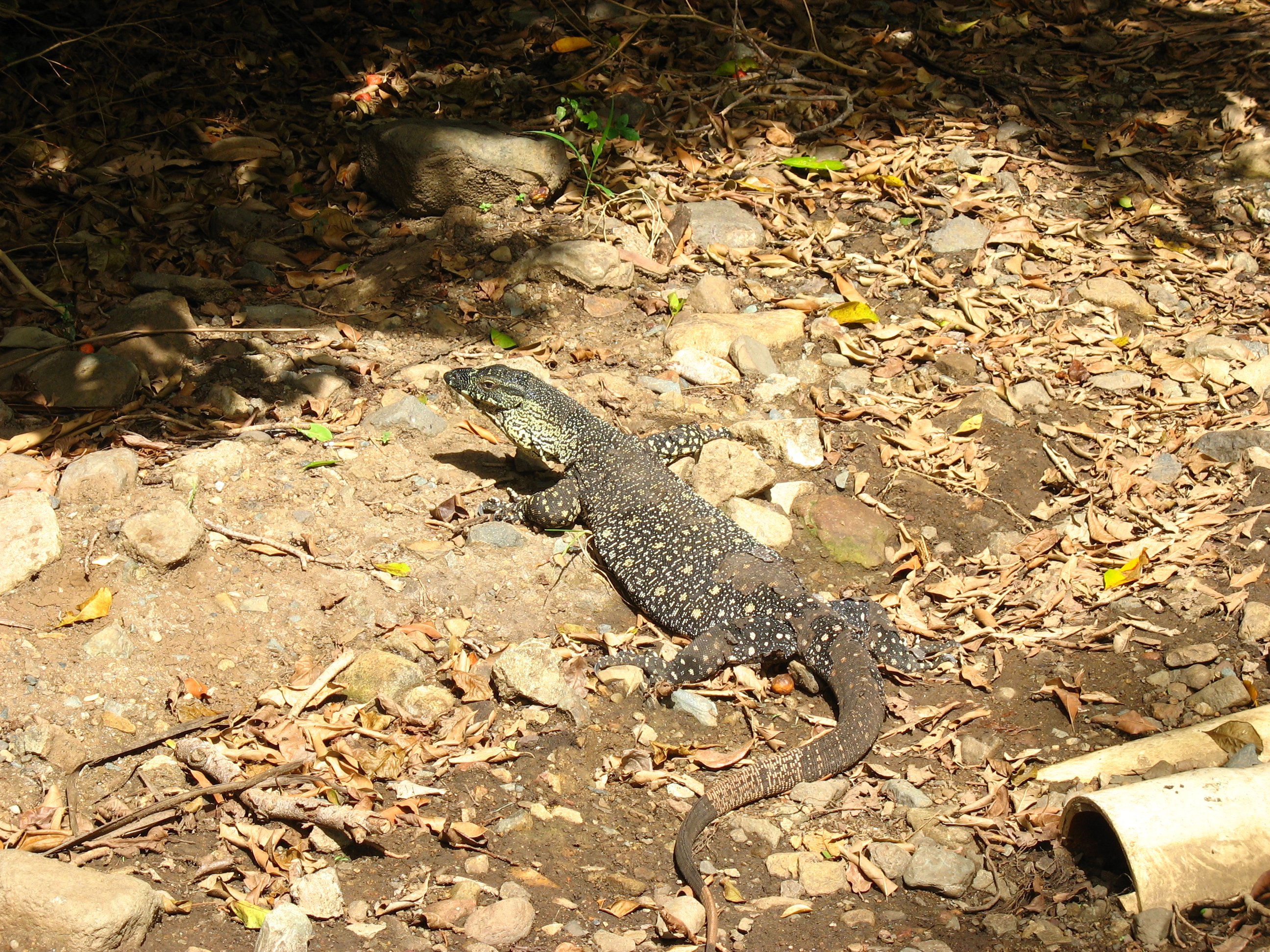
Un esemplare che sta effettuando la muta (Queensland).

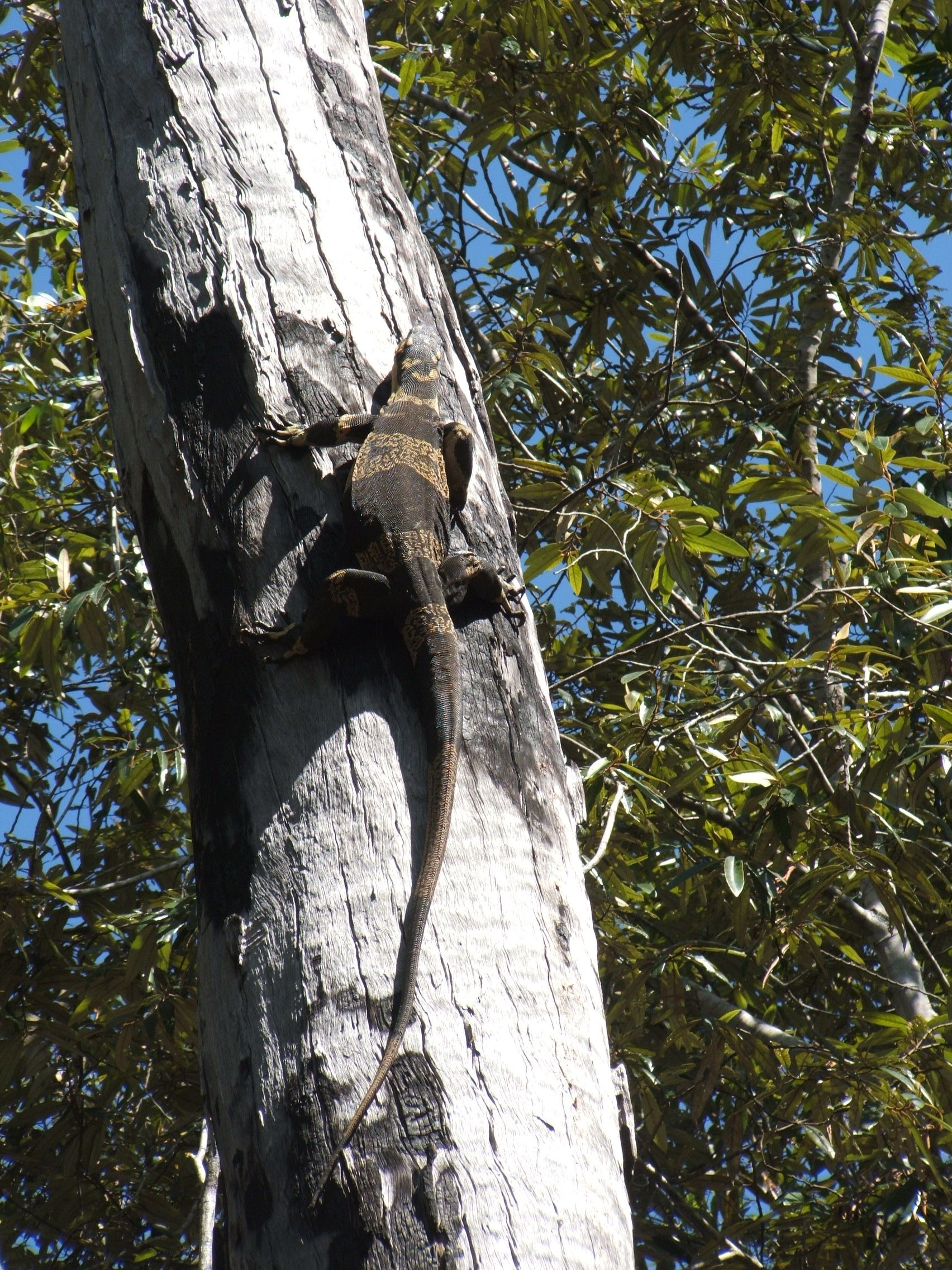
Un «varano di Bell» (Costa di Fraser, Queensland).

Il varano vario è attivo prevalentemente da settembre a maggio, mentre trascorre i mesi più freddi al riparo della cavità di un albero o sotto alberi caduti o grandi massi.
In primavera o estate la femmina depone da 4 a 14 uova all'interno di un termitaio.
La sua dieta è composta generalmente da insetti, rettili, piccoli mammiferi e uccelli e loro uova. Attacca di frequente anche i grossi nidi di terriccio dei tacchini di boscaglia per razziarne le uova e spesso mostra sulla coda le ferite inflitte dalle beccate dei maschi di questi uccelli che cercano di scacciarlo. È anche un divoratore di carogne che si nutre di qualsiasi carcassa incontri nel suo girovagare. Inoltre si spinge in cerca di cibo in aree urbane, assalendo i pollai per mangiare pollame e uova e frugando in cassonetti della spazzatura domestici e cestini dell'immondizia dei giardini pubblici.
Come tutti i varani australiani, il varano vario costituiva una fonte di cibo tradizionale prediletta per gli aborigeni australiani e il suo grasso era particolarmente richiesto per scopi medici e cerimoniali.

### Veleno
Alla fine del 2005 alcuni ricercatori dell'Università di Melbourne scoprirono che il varano vario e altri varani e lucertole possono essere velenosi. In passato era stato ipotizzato che i morsi inflitti da tali lucertole causassero infezioni dovute ai numerosi batteri presenti nelle loro bocche, ma questi ricercatori hanno dimostrato che gli effetti immediati sono causati da un lieve avvelenamento. Essi hanno osservato attentamente le dita di persone morse da varani vari, draghi di Komodo (V. komodoensis) e varani di Timor (V. scalaris), rendendosi conto che l'effetto di tali morsi era simile in tutti i casi osservati: rapido gonfiore entro pochi minuti, interruzione localizzata della coagulazione del sangue e dolore lancinante esteso fino al gomito che può protrarsi per alcune ore.